# Freistoßspray

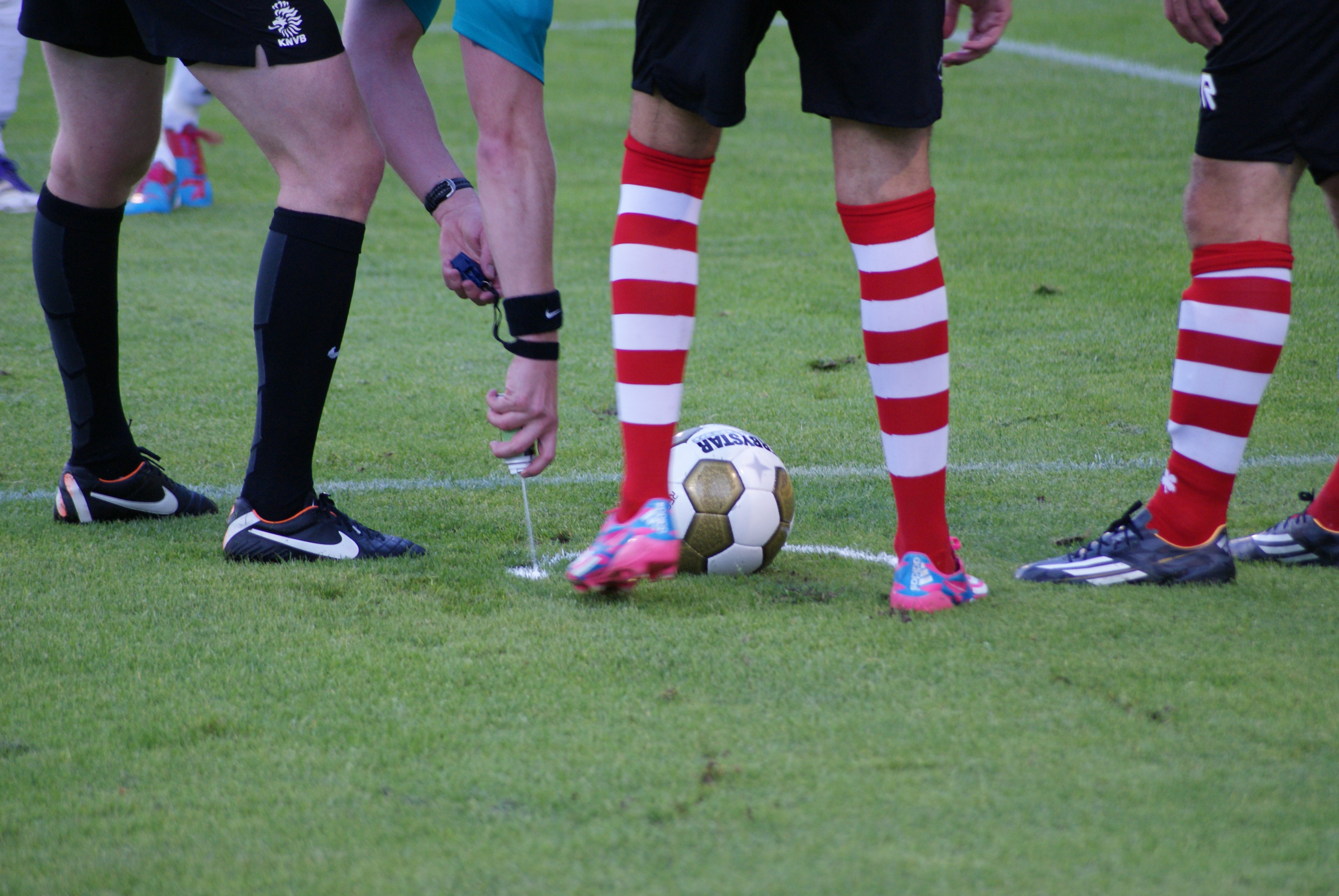
Verwendung des Freistoßsprays: Der Schiedsrichter markiert den Bereich, in dem der Ball vor der Ausführung des Freistoßes liegen muss.

Das Freistoßspray (auch Freistoß-Spray geschrieben) ist ein Spray, mit dem der Schiedsrichter beim Fußball vor einem Freistoß die Position des Balls und den Mindestabstand der Mauer zum Ball markiert.

## Technik
Das Freistoßspray soll dem Schiedsrichter dabei helfen, dass alle Spieler bei Freistößen die vorgeschriebene Distanz von 9,15 Metern zum Ball einhalten. Der Schiedsrichter markiert damit die Stelle, an der der Freistoß ausgeführt wird, und die Linie, die die Spieler in der Mauer nicht übertreten dürfen. Die Zeit, bis der auf den Rasen gesprühte Schaum verschwindet, liegt laut verschiedenen Berichten zwischen 20 Sekunden und zwei Minuten.
Die Hülle ist vollständig aus recycelbarem Aluminium hergestellt. Der Schaum besteht im Mittel aus ca. 20 % Butangas, ca. 1 % Tensiden und ca. 2 % anderen Substanzen; der Rest (ca. 77 %) ist Wasser. Das Butan expandiert beim Sprühen, und es entsteht ein weißer Schaum. Sobald der Wasseranteil verdunstet, platzen die Schaumbläschen und der Schaum löst sich wieder auf.
Nach dem Verdunsten der flüssigen Bestandteile bleiben keine sichtbaren Rückstände zurück. Für Spiele auf schneebedecktem Rasen wurde ein farbiges Spray angekündigt.

## Geschichte

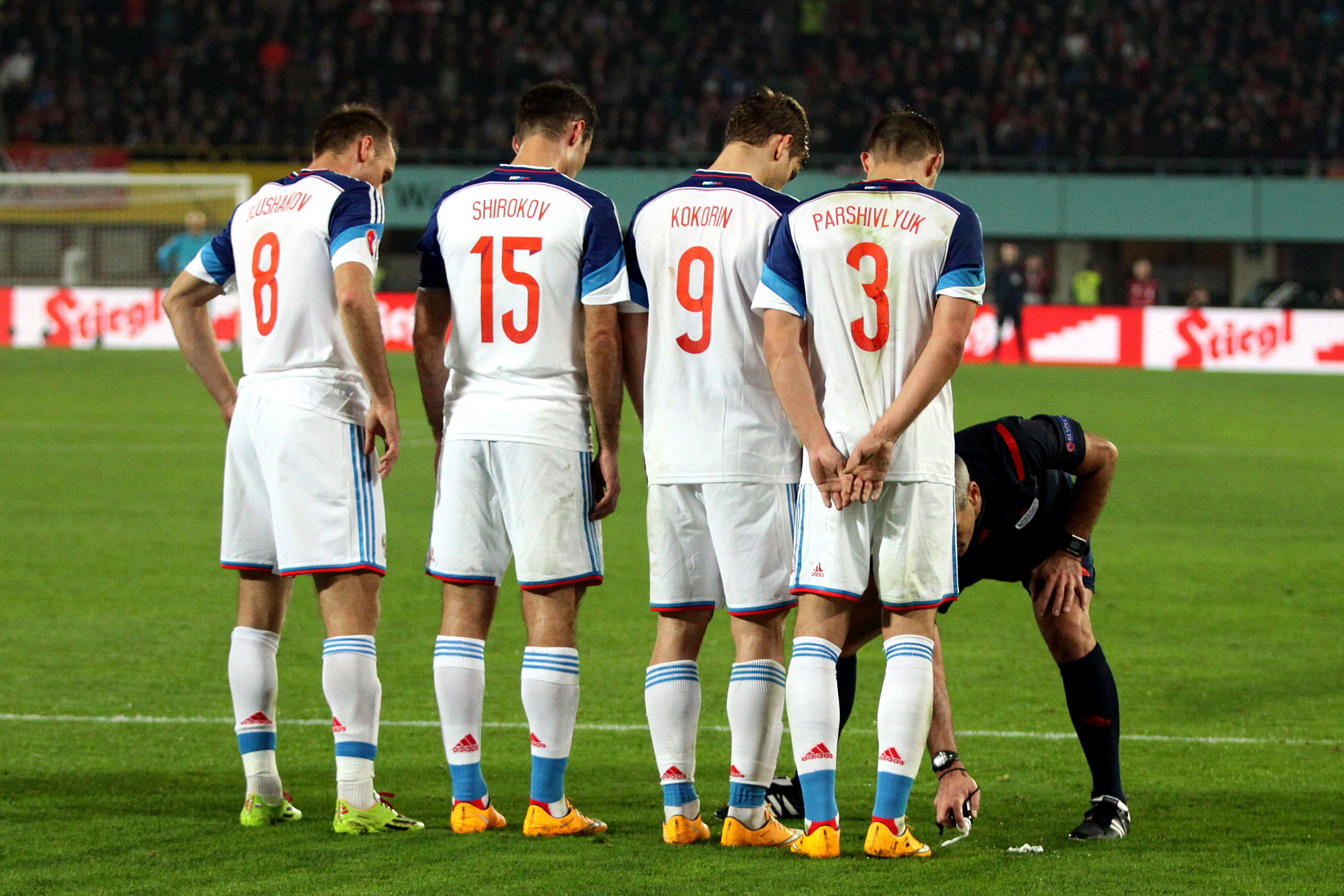
Aufsprühen der Markierung vor einer Mauer zur Einhaltung der erlaubten Distanz zum Ball

Die Erfindung des Sprays ist dem argentinischen Amateurfußballspieler Pablo Silva und dem Brasilianer Heine Allemagne zuzuschreiben. Silva soll die Idee bei einem Fußballspiel gekommen sein, als eine in drei Metern Entfernung postierte Mauer einen Treffer verhinderte. Etwa zur selben Zeit kam Allemagne in Brasilien beim Anschauen einer Partie Fußball im Fernsehen derselbe Gedanke. Zum ersten Mal kam das Spray im Jahr 2000 beim Pokalwettbewerb von Belo Horizonte zum Einsatz. Drei Jahre später wurde es in Brasilien Pflicht. 2006 beschlossen Silva und Allemagne, gemeinsam die FIFA von der Notwendigkeit ihres Produkts zu überzeugen.
Zunächst wurde das Spray vorwiegend in verschiedenen amerikanischen Ligen getestet, darunter der argentinischen und der mexikanischen. Im Jahr 2009 wurde es zudem bei der Copa Sudamericana, zwei Jahre später bei der Copa América angewendet. Die U-20-Fußball-Weltmeisterschaft 2013 war das erste globale Turnier, bei dem das Spray zum Einsatz kam.
Das IFAB beschloss bei seiner Hauptversammlung im März 2012, dass das Spray von jedem Verband genutzt werden darf, der dies wünscht.
Die FIFA fasste nach den positiven Resonanzen der Schiedsrichter bei den U-17- und U-20-Weltmeisterschaften 2013 den Entschluss, es auch bei der FIFA-Klub-Weltmeisterschaft 2013 einzusetzen. Im Dezember 2013 kündigte der damals amtierende FIFA-Präsident Sepp Blatter an, dass es auch bei der Weltmeisterschaft 2014 in Brasilien zum Einsatz kommen werde, nachdem der FIFA Dosen mit Freistoßspray kostenlos zur Verfügung gestellt wurden. Dabei erlangte es erstmals weltweit große Aufmerksamkeit.
Die UEFA testete das Spray erstmals bei der U-17-Europameisterschaft 2014. Anschließend beschloss der Verband seine Einführung auch für die Champions League, die Europa League und die Qualifikation zur EM 2016. Einige Mitgliedsverbände führten das Spray auch in den nationalen Ligen ein. Dazu zählen die spanische, englische, italienische und französische. Zum Rückrundenstart der Schweizer Fussballmeisterschaft 2014/15 wurde der Spray in der Super League und in der Challenge League eingeführt.
Aufgrund ausbleibender Lizenzzahlungen der FIFA für den Einsatz des patentierten Produkts ging Erfinder Allemagne 2017 vor ein brasilianisches Gericht, das gegen den Weltfußballverband entschied, dem seitdem Bußen in Höhe von 15.000 Dollar pro Spiel drohen. Im Jahr 2024 bestätigte der Oberste Gerichtshof in Brasilien endgültig die Gültigkeit des von der FIFA angefochtenen Patentes und verpflichtete die FIFA zur Entschädigung des Erfinders und seiner Firma.

### Deutschland
Anfang August 2014 kündigte die DFL eine baldige Einführung in der Bundesliga an. Diese sollte Mitte Oktober erfolgen, bevor das Spray vom TÜV Rheinland nach einem Gutachten für nicht „verkehrsfähig“ erklärt wurde, da eine Kennzeichnung mit dem Flammensymbol für hochentzündliche Produkte fehle und es Parabene enthalte, die im Verdacht stünden, hormonell wirksam zu sein. Nach einer Umetikettierung, weiteren Untersuchungen und Diskussionen wurde das Spray zum ersten Mal am 17. Oktober 2014 im deutschen Profi-Fußball benutzt. In der Zweitligapartie zwischen dem VfL Bochum und dem SV Darmstadt 98 zog der Schiedsrichter Robert Hartmann zum ersten Mal einen Strich mit dem Wasser-Butan-Gemisch nach einem Foul von Aytaç Sulu an Michael Gregoritsch. In der 1. Bundesliga wurde es Tags darauf, am 18. Oktober 2014, zum ersten Mal in der Partie FC Bayern München gegen SV Werder Bremen von Schiedsrichter Bastian Dankert eingesetzt. Verwendung findet das Spray des Weiteren in der 2. Bundesliga, der 3. Liga und seit der 2. Runde (28. und 29. Oktober 2014) auch im DFB-Pokal.

## Reaktionen

### Positive Reaktionen
Laut Statistiken des brasilianischen Fußballverbands ist seit der Einführung der neuen Regelung die Anzahl der Freistoßtore gestiegen, während es weniger gelbe Karten gegeben hat. Argentinischen Medienberichten zufolge ist das Spray ein großer Erfolg. Auch internationale Funktionäre wie Sepp Blatter und Pierluigi Collina (Chef der UEFA-Schiedsrichter-Kommission) äußerten sich positiv über die Technik. Auch der erstmalige Einsatz bei der Fußball-Weltmeisterschaft 2014 wurde von der FIFA positiv bewertet.

### Negative Reaktionen

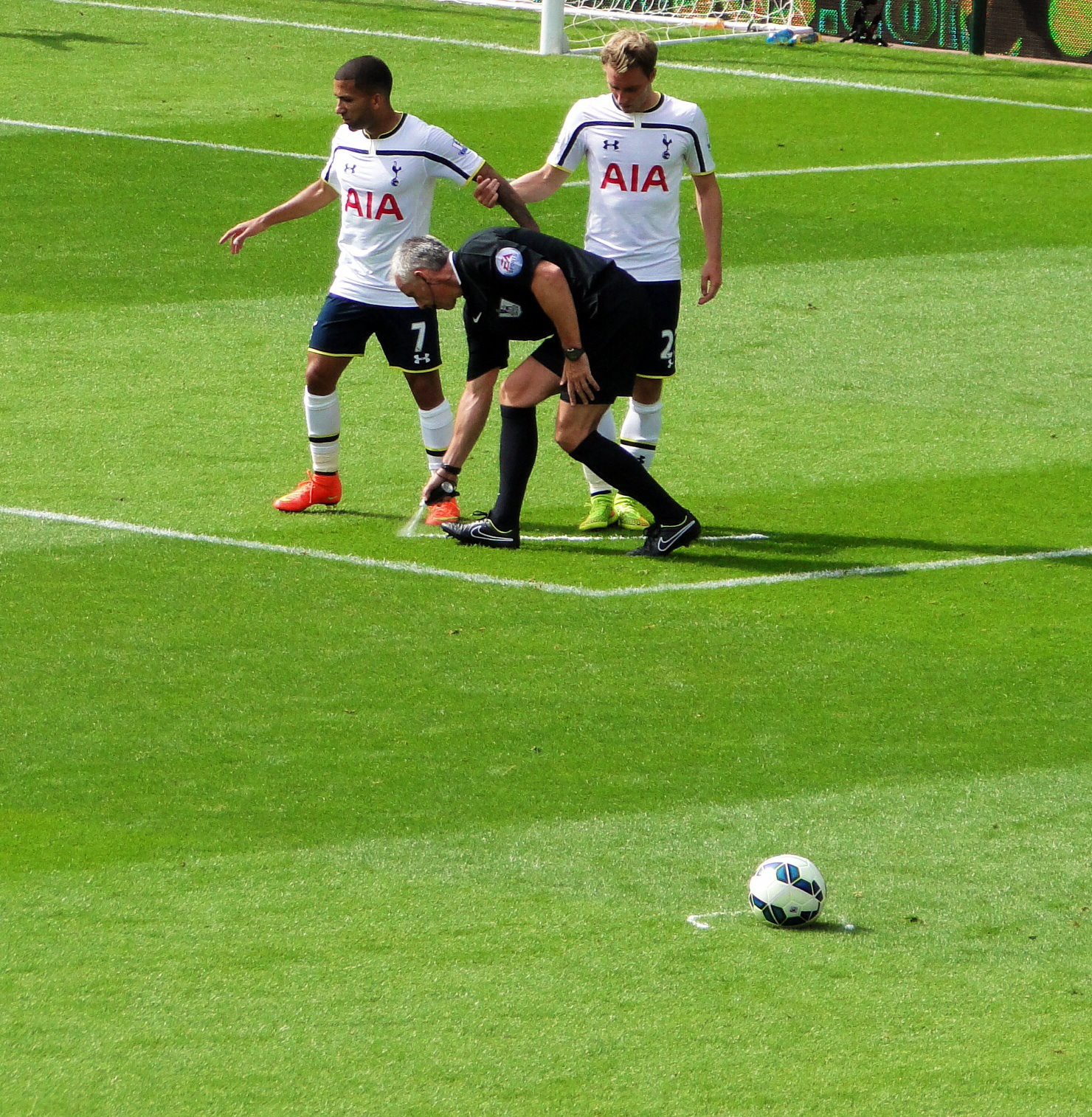
Erster Einsatz des Sprays in der englischen Premier League

Im Umfeld der Klub-WM 2013 wurde das Spray von Spielern und Offiziellen kritisiert, weil seine Verwendung die Ausführung der Freistöße verzögere. Aktuelle und ehemalige Freistoßspezialisten wie Wesley Sneijder und Mehmet Scholl bezeichneten das Spray als Irritation und „mentales Hindernis“. Urs Meier bemerkte, die Schiedsrichter verlören Übersicht, wenn sie „vor den ‚Stars‘ in die Knie“ gingen. Um die korrekte Durchführung des Freistoßes sicherzustellen, bräuchten die Unparteiischen kein Hilfsmittel, sondern „Persönlichkeit und Durchsetzungsvermögen“.
Ein weiterer Diskussionspunkt während der Weltmeisterschaft 2014 war die halbkreisförmige Markierung der Ballposition. Sie soll verhindern, dass sich der Freistoßschütze durch Verlegen des Balls einen signifikanten Vorteil verschafft. Ein geringfügiges Verlegen ist allerdings weiterhin gestattet und kann für Verwirrung sorgen, da der Ball dann erlaubterweise außerhalb der Markierung liegt.

### Reaktionen aus Deutschland
Zunächst äußerten sich deutsche Funktionäre kritisch über das Spray und lehnten eine eventuelle Einführung in der Bundesliga ab. Lutz Michael Fröhlich befürchtete in einer Stellungnahme 2011, die Schiedsrichter könnten „Konzentration von der eigentlichen Aufgabe ab[ziehen], Spielvorgänge zu beurteilen und Spiele mit Persönlichkeit zu leiten.“ Während der WM 2014 wurden die Reaktionen aus Deutschland positiver, so sprach sich der damalige DFB-Präsident Wolfgang Niersbach für eine Verwendung in der Bundesliga aus.
Am 8. Bundesliga-Spieltag der Saison 2014/15 am 18. und 19. Oktober 2014 wurde das Spray nach einer Massenbestellung des Deutschen Fußball-Bunds im Wert von rund 50.000 Euro in Deutschland erstmals angewendet. Das erste innerdeutsche Freistoßtor nach Einführung schoss Granit Xhaka am 18. Oktober 2014 für Borussia Mönchengladbach. Deutsche Fußballspieler, -fans und -funktionäre begrüßten vorwiegend die Neuerung, nicht zuletzt, da in der Hinrunde 2014/15 die Torerfolgsquote nach einem Freistoß überdurchschnittlich hoch im Vergleich zu den Vorjahren war.

„Das Spray ist für Standard-Schützen eine große Hilfe, weil sich die Mauer nicht mehr auf den Schützen zubewegen darf und den Abstand einhalten muss. Dadurch kann ich mich jetzt voll auf die Ausführung konzentrieren. Vorher kam die Mauer nach dem Abzählen durch den Schiedsrichter zwei, drei Meter auf den Schützen zu.“

## Mediale Verarbeitung
Am 8. Juli 2014, dem Tag des ersten Halbfinales bei der Fußball-WM 2014, zeigte Google in vielen Ländern ein Doodle, das sich humoristisch mit dem Thema Freistoßspray beschäftigt.
Das Freistoßspray findet im Computerspiel FIFA 16 erstmals in einer Sportsimulation Verwendung.